# فواید گیاه‌خواری
فواید گیاه‌خواری عنوان کتابی است که صادق هدایت نویسنده برجسته ایرانی در سال ۱۳۰۶ پیرامون لزوم تغییر موضع انسان در قبال آزار و کشتار حیوانات در جهت میل به گیاه‌خواری تألیف نمود. این اثر، سه سال پس از انتشار کتاب انسان و حیوان که در واقع نسخه تکمیل شده تری از آن می‌باشد، تألیف شده‌است. هدایت در حین تألیف این کتاب، ۲۵ سال داشت. 
فواید گیاه‌خواری با حدیثی از علی بن ابی طالب آغاز می‌شود:
شکمهای خودتان را مقبره حیوانات نسازید.
هدایت، در ارائه فواید گیاه‌خواری، دیدگاه‌های مختلف علمی، اخلاقی، تاریخی، ادبی و اقتصادی را در این کتاب بررسی می‌کند.

## عناوین فصول کتاب
فصول کتاب فواید گیاه‌خواری به ترتیب عبارتند از:
- فصل اول: فدائیان شکم
- فصل دوم: خوراک طبیعی انسان
- فصل سوم: تجزیه شیمیایی مواد خوراکی
- فصل چهارم: تاریخ گیاه‌خواری
- فصل پنجم: مضرات گوشت
- فصل ششم: پختن خوراک
- فصل هفتم: اخلاق و گیاه‌خواری
- فصل هشتم: برتری گیاه‌خواری
- فصل نهم: آزمایشهای عملی
- فصل دهم: اقتصاد و گیاه‌خواری
- فصل یازدهم: جواب ایرادات
- فصل دوزادهم: انجام نامه[۴]